# Jaime de Piniés
Jaime de Piniés (* 18. November 1917 in Madrid; † 29. Dezember 2003 ebenda) war ein spanischer Diplomat und Vorsitzender der Generalversammlung der Vereinten Nationen sowie Präsident des Weltsicherheitsrates.
Piniés war ein promovierter Jurist; er arbeitete, bevor er in den diplomatischen Dienst wechselte, bei der spanischen Nationalbank. Vor seiner Tätigkeit als Vertreter bei den Vereinten Nationen war er in den USA, in Großbritannien, auf Kuba und auf den Philippinen diplomatisch tätig.
Piniés vertrat Spanien bei der UN-Generalversammlung seit 1956 für insgesamt 28 Sitzungsperioden, davon war er 16 Jahre ständiger Vertreter Spaniens bei der UNO (September 1968 bis Mai 1972 und September 1973 bis Juni 1985). Dazwischen war er erneut Botschafter in London. Vom 17. September 1985 bis zum 16. September 1986 leitete er die UN-Generalversammlung während der 40. regulären Versammlung und der 17. Sondersitzung.
1960 war er während der Generalversammlung in eine lautstarken Auseinandersetzung mit dem sowjetischen Parteichef Chruschtschow verwickelt, als die spanische Delegation auf dessen Rede nicht applaudierte, Chruschtschow die Spanier darauf laut auf Russisch verfluchte und Piniés mit spanischen Flüchen erwiderte.
War von 1960 bis 1985 mit einem Jahr Unterbrechung als Botschafter in London spanischer Botschafter bei der UN.
Er war verheiratet und hatte zwei Kinder.